# Старицкий, Владимир Маркович
Владимир Маркович Старицкий — советский хозяйственный, государственный и политический деятель.

## Биография
Родился в 1930 году в Макеевке. Член КПСС.
С 1947 года — на хозяйственной, общественной и политической работе. В 1947—1978 гг. — комсорг в школе ФЗО № 30, 2-й секретарь Кировского райкома ВЛКСМ, мастер разливки, заместитель секретаря, секретарь комитета ВЛКСМ ММК, 2-й, 1-й секретарь Челябинского обкома ВЛКСМ, 1-й секретарь Миасского горкома КПСС, заведующий отделом тяжелой промышленности, секретарь Челябинского обкома КПСС.
Делегат XXI и XXIII съездов КПСС.
Умер в Челябинске в 1978 году.